# Chinácota (ort)
Chinácota är en ort i Colombia.   Den ligger i departementet Norte de Santander, i den norra delen av landet, 400 km norr om huvudstaden Bogotá. Chinácota ligger 1 232 meter över havet och antalet invånare är 9 667.
Terrängen runt Chinácota är bergig österut, men västerut är den kuperad. Runt Chinácota är det ganska tätbefolkat, med 83 invånare per kvadratkilometer. Chinácota är det största samhället i trakten. I omgivningarna runt Chinácota växer i huvudsak städsegrön lövskog.